# 浜田文子 (人形作家)
浜田 文子（はまだ ふみこ、3月3日 - ）は、日本の人形作家。

## 経歴
江戸時代や倉敷美観地区などの風景を、3cmから6cmほどの小さな和紙人形で再現する作品を制作している。40歳の頃より和紙人形の制作を本格的に始めた。
2001年には和紙人形作品『さぁー祭りだ!!寄っといで』で第17回ハンズ・マインド賞を受賞した。2009年には兵庫県婦人手工芸協会賞受賞。翌年には第22回全国手芸コンクール優秀賞受賞。2015年、ラジオ関西賞受賞。
2003年より「小さな和紙人形教室」を開催。2007年には、岡山県倉敷市へ移住。美観地区の人形制作に取り組むようになる。